# Берска епархия (Римокатолическа църква)
 Тази статия е за римокатолическата епархия.  За православната вижте Берска, Негушка и Камбанийска епархия.  
Берската епархия (на латински: Dioecesis Berrhoeensis) е титулярна епископия на Римокатолическата църква с номинално седалище в македонския град Бер (Верия), Гърция. Епархията е подчинена на Солунската архиепископия. Като титулярна епископия е установена в 1933 година.
Титулярни архиепископи
| Име              | Име               | Управление                   | Забележка | Години                           |
| ---------------- | ----------------- | ---------------------------- | --------- | -------------------------------- |
| Алфредо Отавиани | Alfredo Ottaviani | 5 април 1962 – 19 април 1962 |           | 29 октомври 1890 – 3 август 1979 |

Титулярни епископи
| Име                         | Име                                   | Управление                           | Забележка | Години                          |
| --------------------------- | ------------------------------------- | ------------------------------------ | --------- | ------------------------------- |
| Пиер-Огюст-Мари-Жозеф Дулар | Pierre-Auguste-Marie-Joseph Douillard | 22 май – 20 август 1963              |           | 29 април 1888 – 20 август 1963  |
| Федерико Кайзер Депел       | Federico Kaiser Depel                 | 29 октомври 1963 – 26 септември 1993 |           | 24 май 1903 – 26 септември 1993 |